# Alfred (Texas)
Alfred é uma comunidade não incorporada localizada no condado de Jim Wells, no estado norte-americano do Texas. A sua população era estimada em 91 habitantes, conforme o censo de 2010. A vila foi fundada em 1888, quando a região pertencia ao condado de Nueces, e foi originalmente chamada de Criscoll. A agência dos correios foi inaugurada no local em 1890.

## Ensino
O Distrito Escolar Independente de Orange Grove atente a alunos da região.